# Austin Valley
Das Austin Valley ist ein kleines und vereistes Tal im westantarktischen Ellsworthland. Es liegt auf der Ostseite des Bergrückens Avalanche Ridge in den Jones Mountains.
Kartografisch erfasst wurde das Tal von einer Mannschaft der University of Minnesota zur Erkundung des Jones Mountains zwischen 1960 und 1961. Das Advisory Committee on Antarctic Names benannte es nach Jerry W. Austin, Maschinist der Flugstaffel VX-6 der United States Navy und Crewmitglied beim Pionierflug einer LC-47 Dakota im November 1961 von der Byrd-Station zur Eights-Küste.